# ラブ守永
ラブ守永（ラブもりなが、1979年9月7日 - ）は、日本のお笑い芸人。本名、守永 龍弘（もりなが たつひろ）。
山口県山口市出身。サンミュージックプロダクション所属。

## 来歴・人物
男ばかり3人兄弟の末っ子。事務所公表のサイズは、身長180cm、体重60kg、B80cm、W75cm、H82cmと細身である。
尾道短期大学卒業。
2000年5月デビュー。当初はひばりプロダクションに在籍。その後フリーだった時期を経て、SMA NEET Projectに移籍。2010年9月に事務所を辞め、再びフリーになる。2011年7月にサンミュージックプロダクション所属となる。
一番上の兄は『アタック25』（朝日放送系）の優勝経験者。
鳥居みゆきとは10年来の付き合いである。

## 芸風
細身である体形を生かし、哀愁のあるキャラクターでの一人コントなどを行っている。キャラクターの中には『唯某氏』（ただなにがしし）と役名の付いたものもある。
タキシードを着た、オペラ歌手に扮したキャラクターでは、『フニクリ・フニクラ』などの替え歌でエロネタを交えて演じるなどのものがある。 
「やってはいけないこと」のネタでは、両手で「×」印を作りながら「ダ〜メ! それをやったらダ〜メ!」と歌ってステップを踏みながらネタを披露している。
この他、ネタには「野球を知らないインタビュアーのヒーローインタビュー」などがある。

## 出演

### 映画
- ちょこバス（2015年9月20日公開　あいのみ企画)[3]
- シン・ゴジラ（2016年7月29日公開、東宝）[4]
- すずめの戸締まり（2022年11月11日、東宝）声の出演
- シン・仮面ライダー（2023年3月18日、東映）

### テレビ
- 爆笑オンエアバトル（NHK総合）戦績2勝3敗 最高485KB
- イツザイ（テレビ東京） - 『インディーズ芸人オーディション』2008年8月16日（このコーナーの第1回）初出演、キャッチコピーは「オペラ座の芸人」
- ぐるぐるナインティナイン（日本テレビ） - 『おもしろ荘へいらっしゃい!』コーナー（『やば荘』）、2009年5月14日初出演
- 友池さんの崖っぷちボワッフ![リンク切れ]（2012年6月、東京インターネット放送局）
- うつけもん（フジテレビ） - 『ブ江ノスアイレス』として出演
- ワールドフールニュース（群馬テレビ） - 薄井孝仁 役

### ドラマ
- 元町ロックンロールスウィンドル 第9話（2019年、サンテレビ）
- ハケンの品格 第2シリーズ（2020年6月17日 - 8月5日、日本テレビ） - S&F営業事業部営業1課課長 近藤龍弘 役
- 正直不動産 第2話（2022年4月12日、NHK）
- マイファミリー 第4話・最終話（2022年5月1日・6月12日、TBS）
- 相棒 season22 第7話（2023年11月29日、テレビ朝日）
- ブルーモーメント 第5話（2024年5月22日、フジテレビ） - 警察官 役
- ホットスポット 第7話・第8話（2025年2月23日・3月2日、日本テレビ） - 上村貴博の父 役[5]
- 夫よ、死んでくれないか（2025年4月7日 - 6月23日、テレビ東京） - 保坂和人 役[6]
- あなたを奪ったその日から 最終話（2025年6月30日、関西テレビ・フジテレビ） - 塩崎洋一 役[7]
- 能面検事 第3話（2025年7月25日、テレビ東京） - 白川直樹 役[8]

### ゲーム
- ガールフレンド（仮）（サイバーエージェント、2021年6月30日） 悪探偵男 役（声の出演）

### ウェブ動画
- 最前列よりさらに前！近すぎる芸人スペシャル 鳥居みゆきの世界（2018年9月、360Channe）面白3DVRコント編[9]

### 舞台
- ラブ守永第一回単独ライブ「鎌田光男の先送り」（2007年11月9日、千川BeachV）
- 東京ギロティン倶楽部第一回公演「東京奇人博覧会」（2013年4月17日 - 21日、新宿スペース・ゼロ）
- 鳥居みゆき単独ライブ『狂宴封鎖的世界「方舟」』（2012年9月27日・28日・29日・30日、草月ホール）
- ラブ守永単独ライブ「都会の案山子」（2013年12月8日、新宿vaatios）
- 鳥居みゆき単独ライブ『狂宴封鎖的世界「シャングリ・ラ」』（2014年9月12日・13日・14日、草月ホール）
- ラブ守永単独ライブ「ダンデライオン」（2014年11月3日、新宿vaatios）
- 「月経ライブ」は、2010年11月15日から不定期で9回開催され鳥居と共演している
- 『月経エンタテイメント』（2015年7月22日、新宿ロフトプラスワン）
- 東京ギロティン倶楽部第二回公演『幸福論』（2015年11月18日 - 23日　新宿村ライブ）
- 鳥居みゆき単独ライブ『狂宴封鎖的世界「メーデー」』（2016年9月23日・24日・25日、新宿文化村LIVE、4回公演） -機長役
- 『モンスター』（2017年9月21日 - 24日、新宿村LIVE）[10] - 声・看守・判事他 役 [11]

### DVD
- 群雄割拠！SMAお笑いカーニバル2- （2007年10月24日）
- 群雄割拠！SMAお笑いカーニバル3- （2008年10月22日）
- 大爆笑オンエアできないバトル -地下芸人激ヤバネタ祭- （2009年、ルーフトップ）
- 鳥居みゆき単独ライブ『狂宴封鎖的世界「再生」』（2010年11月24日）アニプレックス 特典映像　京劇の先生役
- 鳥居みゆき単独ライブ『狂宴封鎖的世界「方舟」』（2013年2月1日）ContentsLeagueピエロ役
- 鳥居みゆき単独ライブ『狂宴封鎖的世界「シャングリ・ラ」』（2014年12月17日）ContentsLeague ピエロ役
- 『幸福論』（2016年3月31日）SOLID STAR